# Neoserica variegata
Neoserica variegata är en skalbaggsart som beskrevs av Moser 1915. Neoserica variegata ingår i släktet Neoserica och familjen Melolonthidae. Inga underarter finns listade i Catalogue of Life.